# Slot (banda)
Slot (Слот en ruso) es una banda rusa de rock alternativo/nu metal. 

## Biografía

### Slot 1 (2003-2005)
Slot (СЛОТ) se formó en el año 2002 en la ciudad de Moscú, Rusia por el vocalista Igor Lobanov "Cache" y el guitarrista Sergey Bogolyubsky "ID". En el 2003 debutaron con el disco “SLOT 1” bajo la discográfica "Mistery Of Sound”, y su vídeo debut "Odni" (Одни) el cual fue transmitido reiteradamente en MTV y otras importantes estaciones de vídeo por alrededor de 6 meses, dando como resultado ventas por sobre las diez mil copias a nivel internacional. pese al éxito obtenido Teona Dolkinova "Teka" deja la agrupación en 2004 debido a ciertas diferencias artísticas para poder concentrarse en una carrera propia. pero no tardaron en conseguir quien pudiese remplazar a la integrante faltante , en poco tiempo consiguieron a Uliana Elina "IF" quien se convertiría en su segunda vocalista . después de este suceso la banda se presento en el RAMP Award (Russian Alternative Music Prize) dando un recital que dejaría a Uliana Elina "IF" como "The best vocal of the year" (la mejor vocalista del año).

### 2 Войны (2 Wars) (2006-2007)
En 2006, lanzaron su segundo disco titulado "2 Wars" (2 войны), convirtiendo en un hit la canción con el mismo nombre. El video de la canción salió al aire en varias estaciones de televisión en Rusia (MTV Rusia, Muz TV, A1, O2TV and Music BOX) y el disco alcanzó las ocho mil copias vendidas durante las primeras 12 semanas de haber salido a la venta. Debido al éxito masivo del disco y del sencillo, la banda fue nominada nuevamente al prestigioso RAMP Award en cuatro categorías siendo la única banda con este número de nominaciones y a la vez ganar el premio al "Hit del Año". 
Durante el mismo año Debido a la petición constante de todos sus fanes alrededor del mundo, en el verano del 2006 Slot abrió su espacio en "Myspace", llegando a recibir más de 1000 visitas en el primer mes y más de 20.000 reproducciones en el Myspace player. También pudieron destacarse por su actuación junto a KORN en el Palacio de Hielo de San Petersburgo y en el MSA en Moscú.

### Тринити (Trinity) (2007-2008)
Para el 2007 Uliana Elina "IF" dejaría el grupo dando entrada a Daria Stavrovich "Nuki" quien se convertiría en su tercera y última vocalista femenina , enseguida de convertirse en una miembro de la agrupación Slot decide regrabar el disco "2 Wars" pero solo para reemplazar la voz de Uliana por la de Daria . Durante el otoño de 2007, fue cuando se decidió sacar su tercer disco al mercado “Trinity” (Тринити) vendiendo más de 15.000 copias en el primer mes de haber de salido a la venta para luego masificar el vídeo del primer sencillo "Estrellas Muertas" (Мёртвые Звёзды) a través de Internet y estaciones de vídeo rusas. En la primavera de 2007, la banda se embarcó en una gira de 50 días en la región báltica reuniendo a más de 50.000 de sus fanes.
Slot también ha estado de gira junto a importantes bandas musicales de Rusia como Animal JazZ y The Dolphin, y en giras exclusivas junto a bandas internacionales conocidas como KORN, Clawfinger y SAMAEL, además de haber tocado el 2007 junto a ARIA en el RAMP Awards . En lo referente a música de película, la banda ha ofrecido numerosos soundtracks para películas como “Day Watch”, “Pirate”, “Bumer” y “Hunting for Piranha”. Además, han participado en compilaciones como Nashestvie, Scang Fest, y Rock Watch.
También en el mundo de los videojuegos componiendo junto a J.D la banda sonora de "PARANOIA", el cual no es un juego oficial sino un mod del Half-Life, pero uno de los de más fama entre las comunidades.
Para el 2008 Slot Publicaría su Primer DVD "Live & Video" el cual contendría vídeos de la agrupación tales como "Odni","2 wars","Dead Stars" y "They killed Kenny" , además de contener también un concierto completo junto con algunos tomas de vídeo que se grabaron durante el tour.

### 4ever (2009-2010)
En septiembre de 2009 Slot publicaría su cuarto disco el cual se titularía "4ever" y el cual atraería la atención de países que no hablan ruso como Reino Unido, Estados Unidos y Canadá. En marzo del 2010 sacaría su primer sencillo "Mirrors" (Зеркала) , junto con este álbum y acompañado del vídeo musical tanto ruso como en inglés , la banda encontró a un grupo entero de fanes que no habían oído hablar del grupo. en abril de mismo año publicarían su primer maxisencillo en inglés titulado Mirrors , el sencillo incluiría regrabaciones y ediciones remasterizadas de "Mirrors","Dead Stars" y "My angel" , este mismo año el bajista Mijaíl Petrov "MiX" habiendo sido uno de los miembros que ayudo a forjar la base del grupo durante sus principios se marcharía para dejar en su lugar a Nikita Simonov "NiXon" quien sería el bajista consecutivo a su salida.

### F5 (2011-2012)
"F5" sería el título de su siguiente trabajo que sería publicado el 4 de noviembre del 2011 por М2БА este álbum contó con una versión remasterizada del cover 
"Улица Роз" (Rose Street) de la banda Aria a la vez con participación del vocalista de esta misma agrupación , además el álbum también llevaba un apartado llamado "Break the code" que incluía regrabación de varias canciones las cuales habían sido traducidas al inglés para un público más internacional.

### Шестой (Sixth) (2013-2015)
Publicado por М2БА al igual que el trabajo anterior en 2013 Шестой (Sixth) se convertiría en su sexto trabajo , el 18 de abril del 2014 Daria Stavrovich "Nuki" fue apuñalada en el cuello por un desconocido que se hacía pasar como un fan más durante una firma de autógrafos en San Petersburgo , Rusia , durante ese mismo año el bajista Nikita Simonov "NiXon" abandonaría la agrupación dando cabida a Nikita Muravyov quien se convertiría en el nuevo bajista , al año siguiente el baterista Kirill Kachanov "dude" también se iría para ser remplazado por Vasilij Gorsjkov nuevo baterista en adelante.

### Séptima (2016-2017)
El 19 de febrero del año 2016 Slot lanzaría su séptimo álbum de estudio y siendo el cuarto bajo el sello de М2БА , durante el mismo mes de febrero se llevó a cabo una grabación de su concierto en Moscow en el red club donde ya antes han hecho varias apariciones , mas sin embargo esta grabación se convirtió en su segundo DVD oficial lanzado el 20 de octubre del año 2017 titulándose "#REDLIVE".

### Инстинкт выживания (Survival Instinct) (2020-2021)
El nuevo álbum "Survival Instinct" fue lanzado el 26 de febrero de 2021, y para componer la música del disco, el grupo, con su composición completa y el equipo necesario, se encerró en una casa alquilada en la región de Moscú entre agosto y septiembre de 2020.
"Nuki: Para sobrevivir, no es suficiente que una persona satisfaga sus necesidades primarias, todavía es importante para él ver un pedazo del cielo desde abajo. Sin este fragmento, la imagen del mundo y su existencia en se vuelve insignificante, como los pasos que nos alejan del mono a lo largo del camino de la evolución. Esta necesidad se siente especialmente en nuestro tiempo interesante." 
Se lanzaron 5 videos con letras de las canciones "Survival Instinct", "Norma", "Big Bang", "Joker y Harley Quinn" y "Chernukha". Y también un videoclip en toda regla para la canción "17 años", para los extras en los que fueron invitados los fanáticos activos del grupo.

## Álbumes de estudio
- 2003: Slot1
- 2006: 2 Войны (2 Wars)
- 2007: Тринити  (Trinity)
- 2009: 4ever
- 2011: F5
- 2013: Шестой (Sixth)
- 2016: Séptima
- 2018: 200 кВт (200 Kilovatios)
- 2021: Инстинкт выживания (Instinto de Supervivencia).[2]

## Bandas Sonoras y Recopilaciones
- 2003 OST "Bumer"
- 2003 Recopilación "Nashestvie XIV"
- 2004 Recopilación "SCANG FEST 3"
- 2004 Recopilación "Rock Maraphon"
- 2005 Recopilación "RAMP 2005"
- 2006 OST "Piranha hunting"
- 2006 Recopliación "Russian Alternative" 2006
- 2007 OST "Shadow Fight 2"
- 2007 OST "Paranoia" (Modificación de Half-life 1)

## Premios
- RAMP Awards 2005 - Best Vocal Of The Year (Ganaron)
- RAMP Awards 2006 - Hit del año (Ganaron), Álbum del año, Banda del año (Nominados)
- RAMP Awards 2007 - Banda del año (Nominado)

## Videoclips
- "Odni", del álbum "SLOT1"
- "2 Voiny", del álbum homónimo (con Nookie)
- "Dead Stars"
- "They killed Kenny"
- "Boards"
- "AngelOK"
- "Zerkala"
- "Lego"
- "Alone (Odni: Versión con Nookie y en inglés)"

- Datos: Q127472
- Multimedia: Slot (band) / Q127472